# Shin Eun-joo
Shin Eun-joo (født 9. september 1993) er en kvindelig sydkoreansk håndboldspiller som spiller for Incheon City og Sydkoreas kvindehåndboldlandshold.
Hun repræsenterede Sydkorea, under VM i kvindehåndbold 2019 i Japan.